# Канадская котловина
Кана́дская котлови́на, до 1967 года котлови́на Бофо́рта — подводная котловина в западной части Северного Ледовитого океана. На юге замыкается материковым склоном Северной Америки, на севере — хребтом Менделеева, на западе и востоке — Чукотским поднятием и поднятием Альфа соответственно.
Дно Канадской котловины представляет собой абиссальную равнину, покрытую глинистым илом. Глубина котловины достигает 3879 м.